# 中国人民解放軍軍事科学院
中国人民解放軍軍事科学院（ちゅうかじんみんかいほうぐんぐんじかがくいん、英語: PLA Academy of Military Science）は、北京市海淀区に所在する中国人民解放軍の最高学術機関。

## 概要
1956年に軍の作戦能力を向上させるために中央軍事委員会より提案され、葉剣英元帥に創立を命じられた。1958年3月15日に正式発足。北京に設立され初代院長と政治部長は葉剣英が兼任とされた。毛沢東・レーニン・鄧小平思想を基盤に、軍事科学、軍事戦略および戦術の研究機関・シンクタンクとして科学的理論の構築、中央軍事委員会本部などへの研究報告、アドバイスなどを行っている。所在地は北京市海淀区廂紅旗東門外甲1号。傘下に多くの研究部署を内包している。

## 機構
院長
政治委員
副院長×3人
副政治委員

### 内部部局
- 科研指導部
- 政治部
- 院務部
- 研究生部
- 戦争理論和戦略研究部
- 作戦理論和条令研究部
- 軍隊建設研究部
- 世界軍事研究部

## 歴代院長
1. 葉剣英（1957.11-1972.10）
2. 宋時輪（1972.11-1985.11）
3. 鄭文翰（1985.11-1990.4）
4. 蒋順学（1990.4-1992.10）
5. 趙南起（1992.10-1995.7）
6. 徐恵滋（1995.7-1997.11）
7. 劉精松（1997.11-1998.12）
8. 王祖訓（1998.12-2001.7）
9. 葛振峰（2001.7-2002.11）
10. 張定発（2002.11-2003.6）
11. 鄭申侠（2003.7- 2007.9）
12. 劉成軍（2007.9-2015.5）
13. 高津（2015.5-）

## 歴代政治委員
1. 葉剣英
2. 粟裕
3. 梁必業
4. 王誠漢
5. 楊永斌
6. 張序三
7. 張工
8. 温宗仁
9. 劉源
10. 孫思敬
11. 許耀元